# Vevčani
Vevčani (makedonska: Вевчани) är en ort i Nordmakedonien.   Den är huvudort i kommunen med samma namn, i den västra delen av landet, 110 kilometer sydväst om huvudstaden Skopje. Vevčani ligger 867 meter över havet och antalet invånare är 2 429.